# Formigais
Formigais è una ex freguesia del Portogallo nel comune di Ourém. Ha 375 abitanti (2011) e un'area di 11,53 km quadrati. La città è attraversata dal rio Nabao. 
I quartieri più popoli sono: Formigais, Casal da Igreja, Porto Velho, Palmeiria, Vermoeira, Botelha, Casal da Fonte, Quebrada de Baixo.

## Monumenti e luoghi d'interesse
La città ha una chiesa madre e due cappelle. La chiesa madre sorge nel quartiere Casal da Igreja. Nel quartiere di Formigais si trova una cappella dedicata a sant'Antonio mentre nel quartiere di Botelha c'è un'altra cappella.